# Urszula Dębska
Urszula Dębska (ur. 11 października 1987 w Warszawie) – polska aktorka.

## Życiorys

### Wczesne lata
Jest córką aktora Andrzeja Dębskiego. Ma brata Mateusza, który jest muzykiem. Urodziła się w Warszawie, ale kilka pierwszych lat życia spędziła w Sopocie. Po powrocie do Warszawy rodzice zapisali ją na zajęcia teatralne. Ukończyła III Liceum Ogólnokształcące im. gen. Józefa Sowińskiego w Warszawie. Studiowała prawo na Uniwersytecie Warszawskim, jednak zrezygnowała ze studiów na trzecim roku.

### Kariera
W dzieciństwie występowała w spektaklach teatru telewizyjnego dla dzieci. Wystąpiła również w epizodzie w Chopinie na zamku w reżyserii Krzysztofa Zanussiego. W latach 2000–2008 należała do głównej obsady serialu Plebania, gdzie wcielała się w postać Karoliny Wojciechowskiej. Wystąpiła w dwóch epizodach serialu Kryminalni, a w latach 2008–2022 grała jedną z głównych ról w Pierwszej miłości, gdzie wcielała się w Sabinę Weksler. Ostatni odcinek z jej udziałem (nr 3339) został wyemitowany 7 stycznia 2022 roku. W 2009 zagrała w szwedzkiej produkcji kinowej Johan Falk. Na krótko przed odejściem z Pierwszej Miłości przyjęła drugoplanową rolę Sandry w serialu Święty, w którą wcielała się w latach 2021-2022. 
Od 2 września do 7 października 2016 brała udział w szóstej polsatowskiej edycji programu Dancing with the Stars. Taniec z gwiazdami.
Po zakończeniu współpracy z telewizją Polsat i ATM poświęciła się fotografii oraz aktorstwu teatralnemu. Aktualnie występuje chociażby w takich spektaklach jak "Lista męskich życzeń" czy "Prezent urodzinowy". Od lat prowadzi firmę Ularte Studio oraz profil poświęcony fotografii w serwisie Instagram o tej samej nazwie. 

## Filmografia
- 2000: Wielkie rzeczy: Sieć – jako córka Rzepeckich
- 2000–2008: Plebania – jako Karolina Wojciechowska
- 2002: As – jako Ewa (odc. 1)
- 2003: Na dobre i na złe – jako Zuzanna (odc. 134)
- 2003: Ludzie wśród ludzi - obsada aktorska
- 2005: Kryminalni – jako uczennica (odc. 32)
- 2007: Wywiad – jako kobieta dokonująca aborcji
- 2007: Kryminalni – jako Małgosia (odc. 69)
- 2008–2022: Pierwsza miłość – jako Sabina Weksler
- 2009: Johan Falk: Operacja Słowik – jako Danuta
- 2012–2013: Wszystko przed nami – jako Karina
- 2016–2017, 2019: Świat według Kiepskich – jako młoda Halina Kiepska (odc. 504, 509, 511, 562)
- 2021–2022 Święty – jako Sandra

### Spektakle telewizyjne
- 1995: Nasza mama czarodziejka
- 1998: Dzwony – jako Mała Meg
- 2017: Szalone nożyczki - Teatr Palladium w Warszawie